# Chaceon manningi
Chaceon manningi is een krabbensoort uit de familie van de Geryonidae. De wetenschappelijke naam van de soort is voor het eerst geldig gepubliceerd in 1994 door Ng, Lee & Yu.